# Spilosoma melaina
Spilosoma melaina là một loài bướm đêm thuộc phân họ Arctiinae, họ Erebidae.